# Девяткино (железнодорожная станция)
Девя́ткино — станция Октябрьской железной дороги, располагается в городе Мурино Всеволожского района Ленинградской области. Электрифицирована в 1958 году в составе участка Пискарёвка — Пери.
Между платформами располагается построенная в 1978 году одноимённая станция метро, имеющая кросс-платформенные выходы к железнодорожной станции.
К югу от станции железнодорожные пути расходятся и пути, идущие на север, проходят с востока от станции метро, а идущие на юг — с запада, а потом, уже с северной стороны возле электродепо «Северное» они опять сходятся.
18 декабря 1988 года на стихийном вещевом рынке возле станции произошла криминальная разборка между зарождавшимися «тамбовской» и «малышевской» ОПГ. Считается, что эта «стрелка» положила начало бандитским войнам в Ленинграде — Санкт-Петербурге.

## Инфраструктура

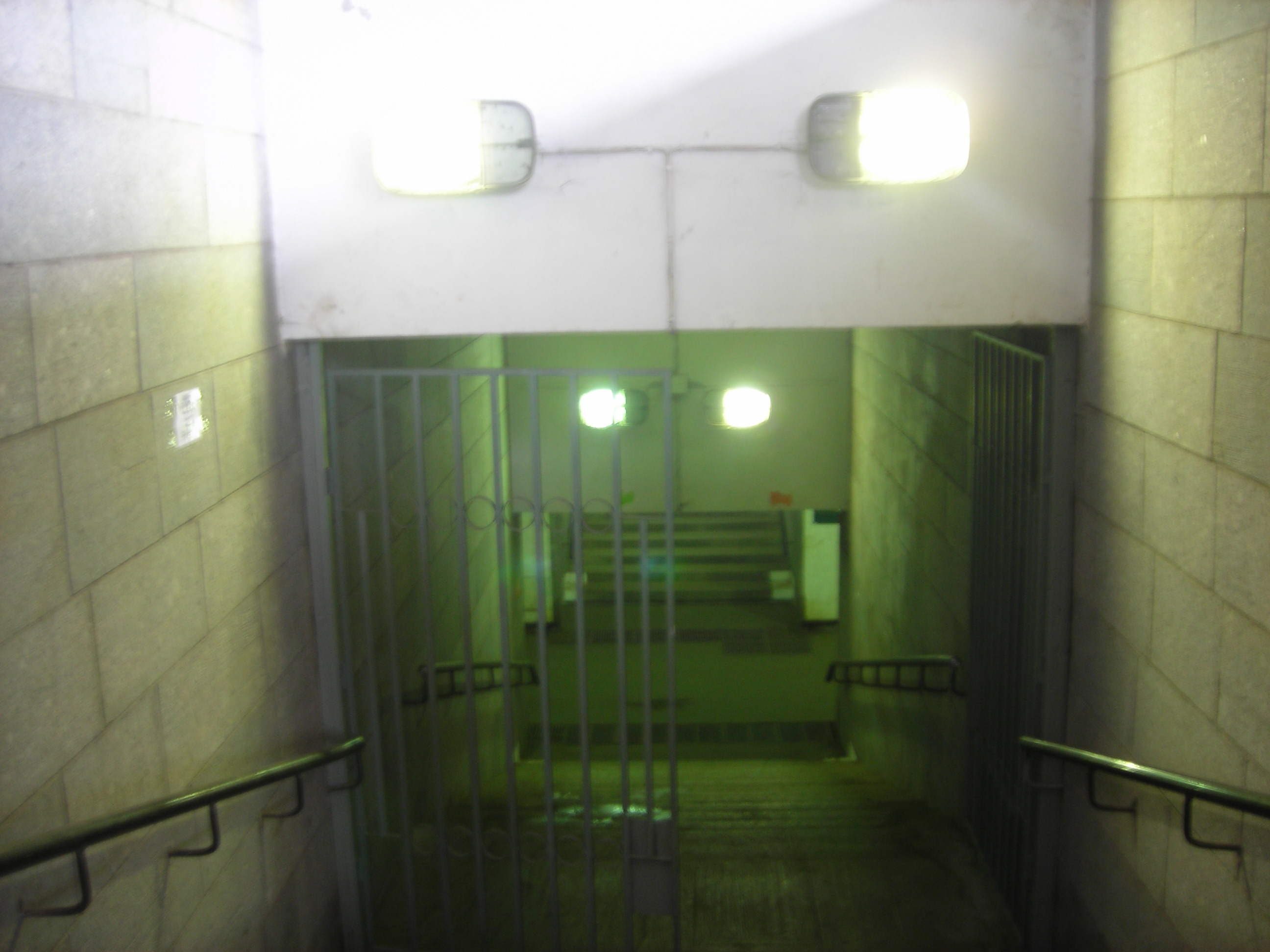
Вход в подземный переход

Выход к селу с восточной стороны осуществляется через два подземных перехода. Переход между третьей и четвёртой платформами также может осуществляться через расположенный в южном торце платформы надземный переход.
Подземные переходы связывают между собой первую, третью и четвёртую платформы. Внутри отделаны серым гранитом, полы выложены асфальтом, переходы освещаются ртутными лампами. Летом 2007 года во время установки турникетов на входах в подземные переходы были поставлены ворота для возможности закрытия перехода на ночь, когда не работает метро.
С сентября 2015 года подземные переходы, совмещенные с вестибюлями станций, работают круглосуточно.
Выходы из подземных переходов на первую платформу и к Северному автовокзалу сделаны в виде киосков, покрашенных в жёлтый цвет с крышами. По состоянию на 2007 год один из каждой пары выходов замурован, киоски модернизированы, в них устроены помещения, сдаваемые в аренду.
В начале августа 2007 года на третьей платформе начался монтаж турникетов, а уже 28 августа начала работать автоматизированная система контроля оплаты проезда.

## Путевое развитие
К югу от станции есть четыре одинаковых оборотных тупика, использующихся для отстоя электропоездов. Особенность данной станции — отсутствие диспетчерских съездов в чётной и нечётной горловинах (невозможно перевести подвижной состав с одного главного пути на другой главный без смены направления движения).
Также рядом со станцией существовал гейт железной дороги с электродепо «Северное», который сыграл важную роль в период размыва.
В мае 2006 года пути были сняты.

## Фотогалерея

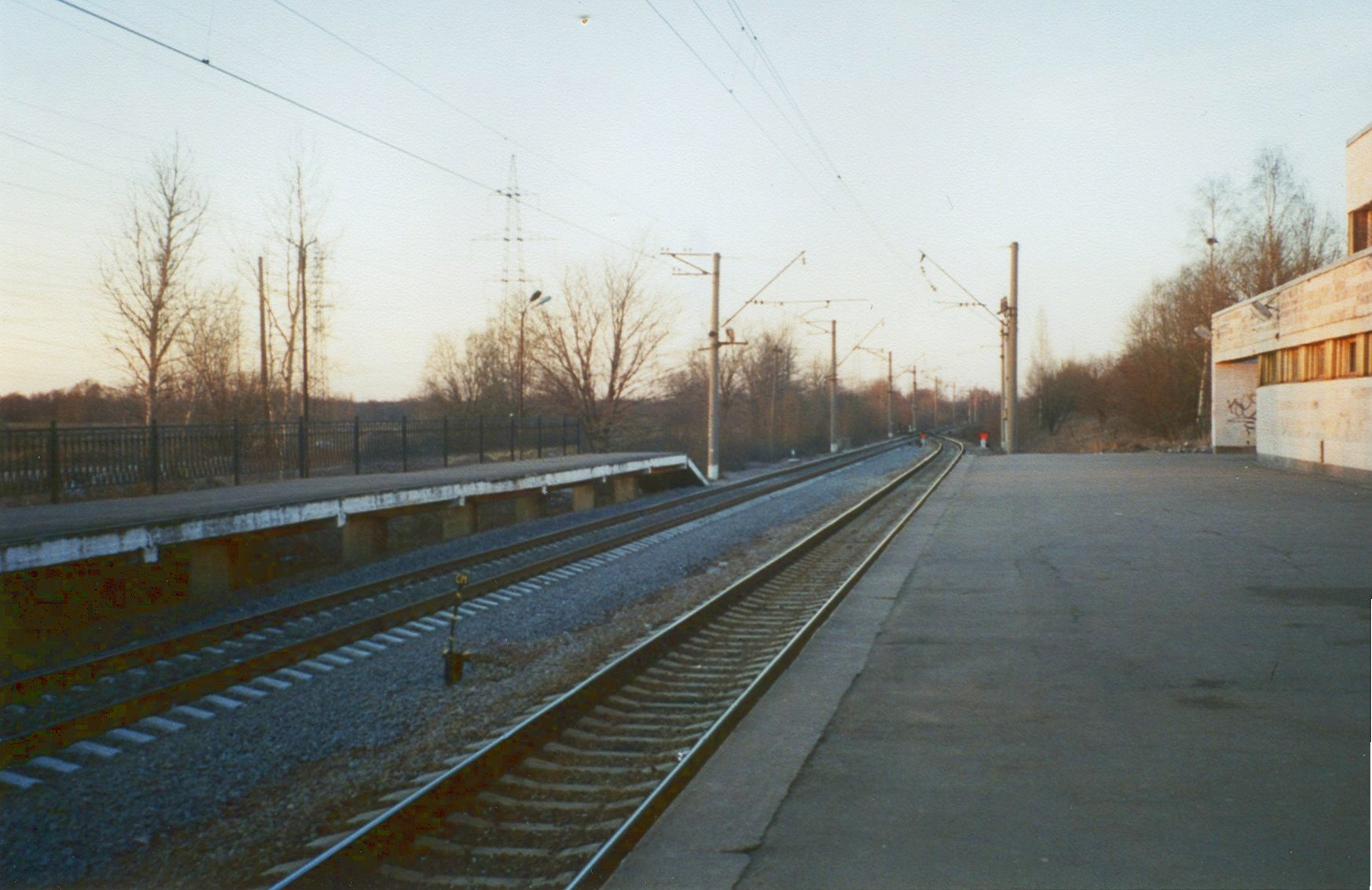
Северный торец четвёртой и второй платформ
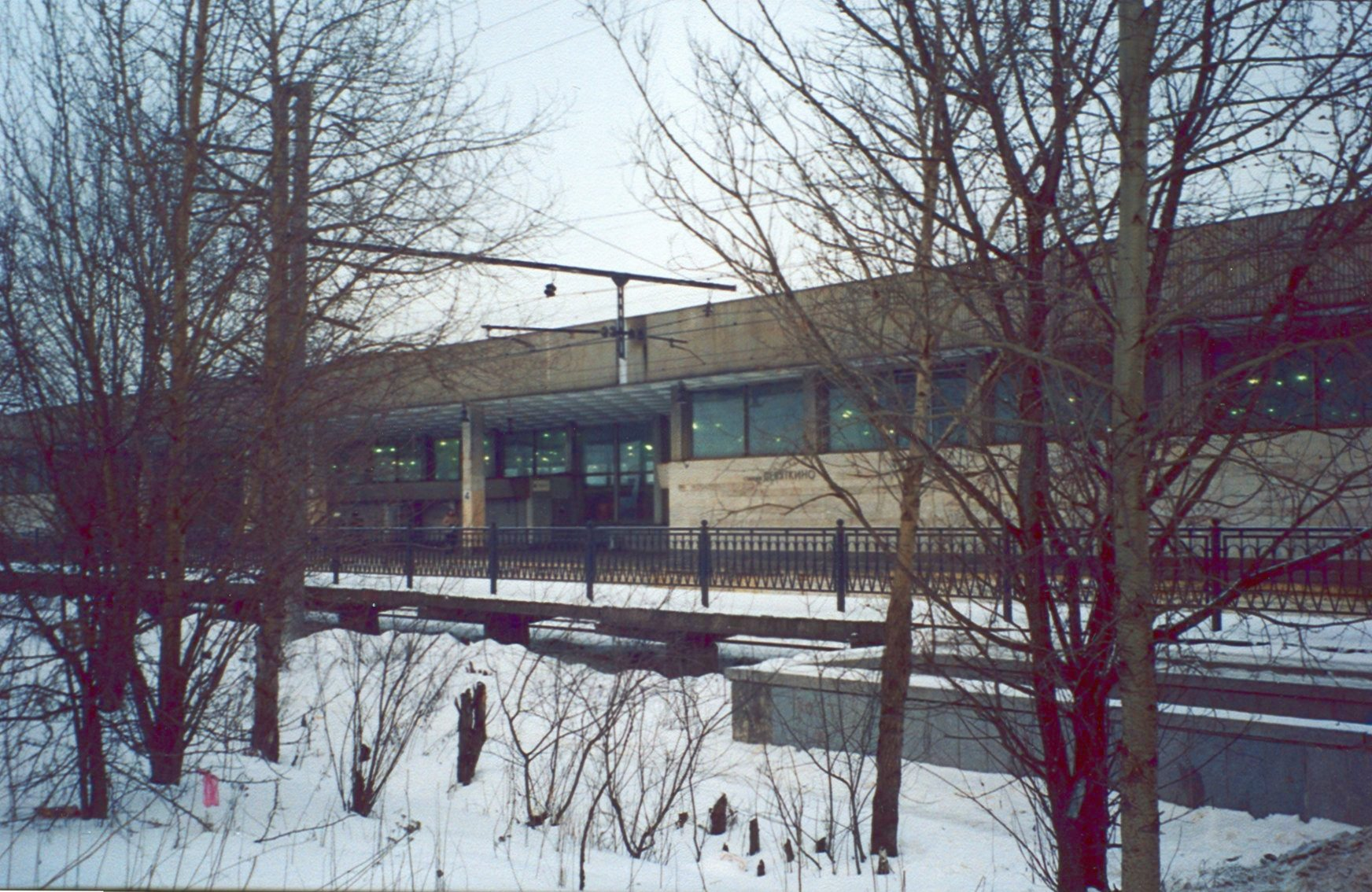
С западной стороны, зимой
Луг перед смыканием путей с юга от станции
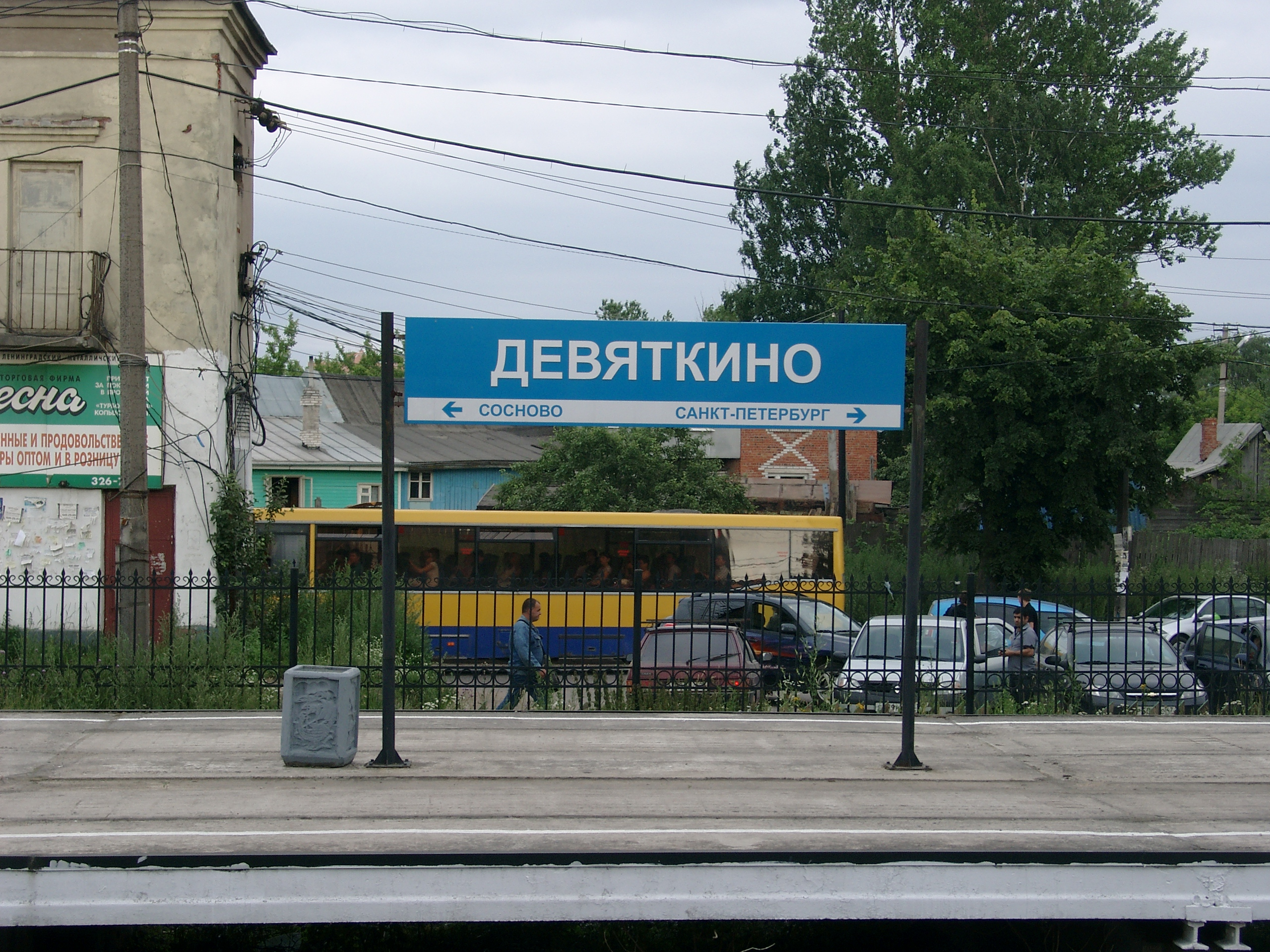
Новый указатель с названием станции. 2011 г.
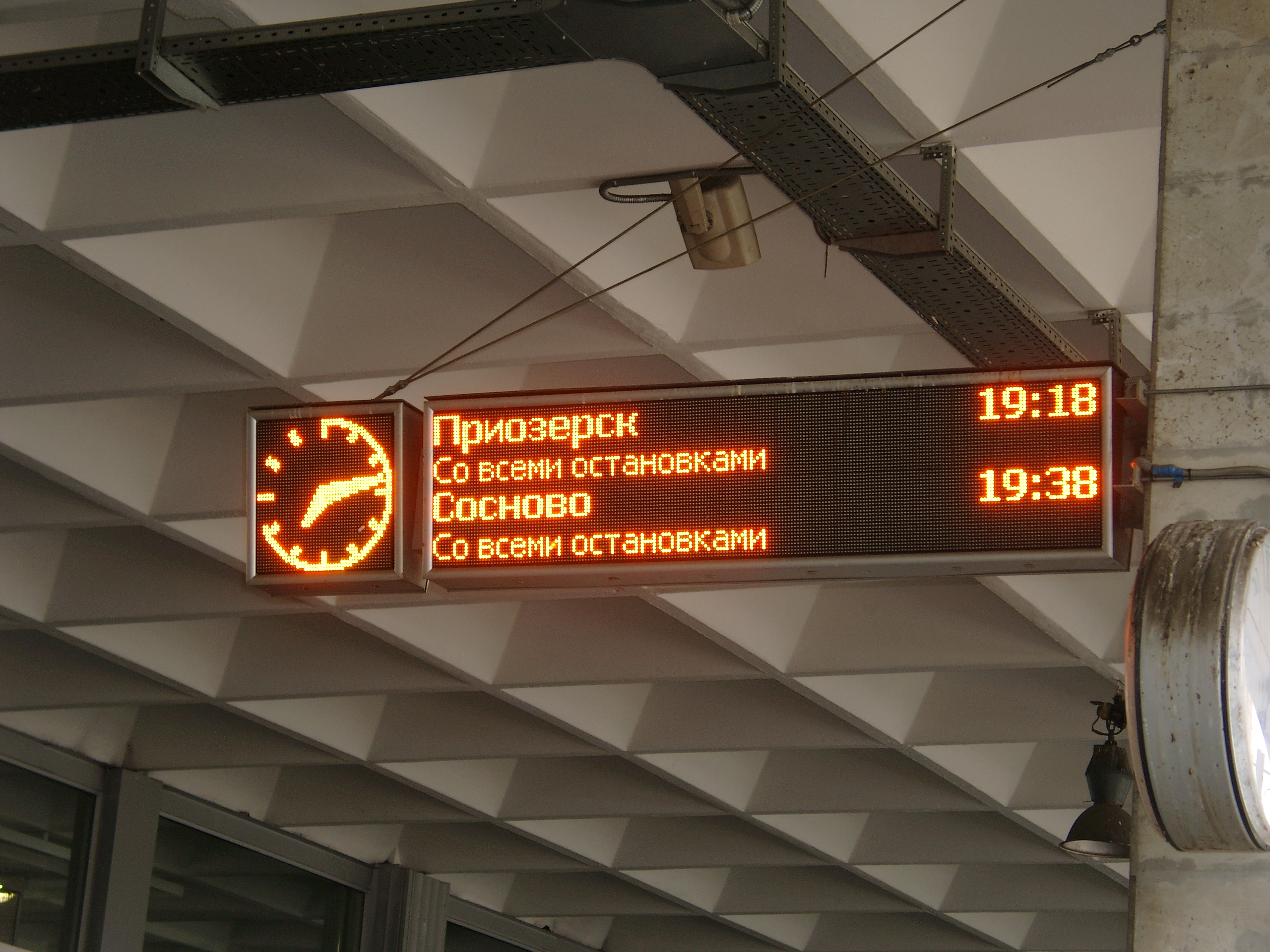
Табло отправления электропоездов под навесом платформы
- Перегон Девяткино-Ручьи на ЭР2
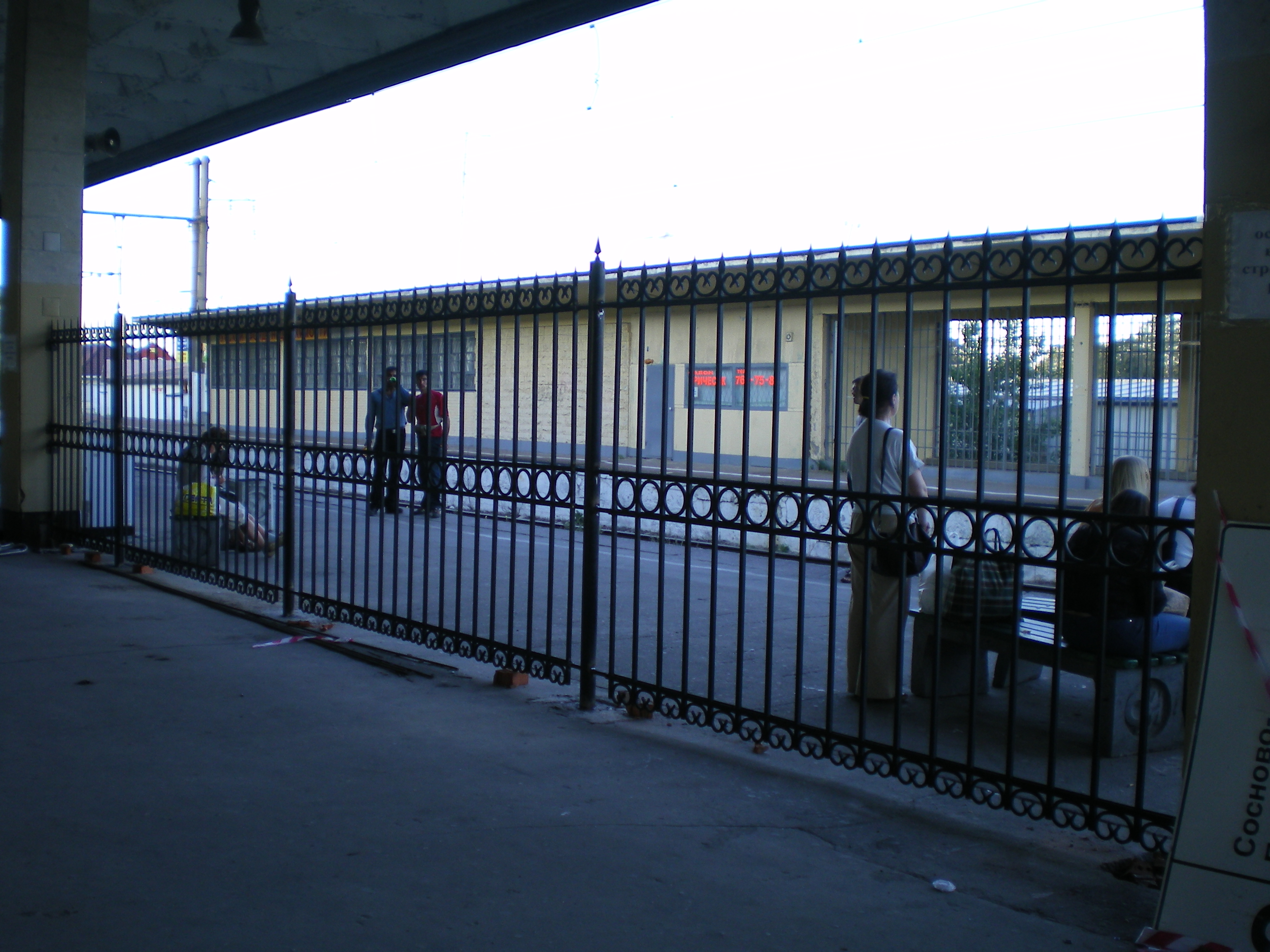
Решётка для разделения пассажиропотоков
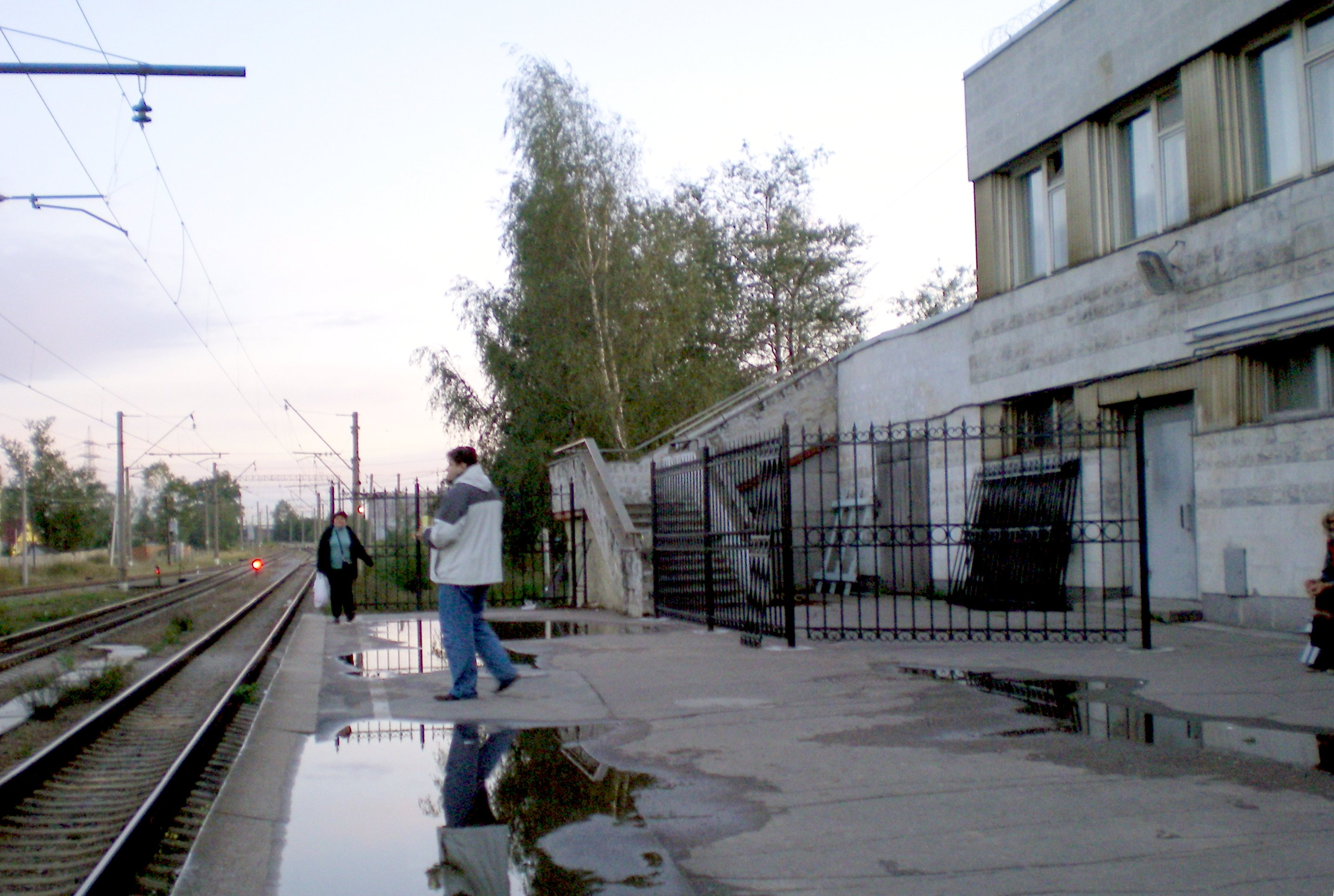
После установки турникетов безбилетные пассажиры обходят решётки